# Petrea

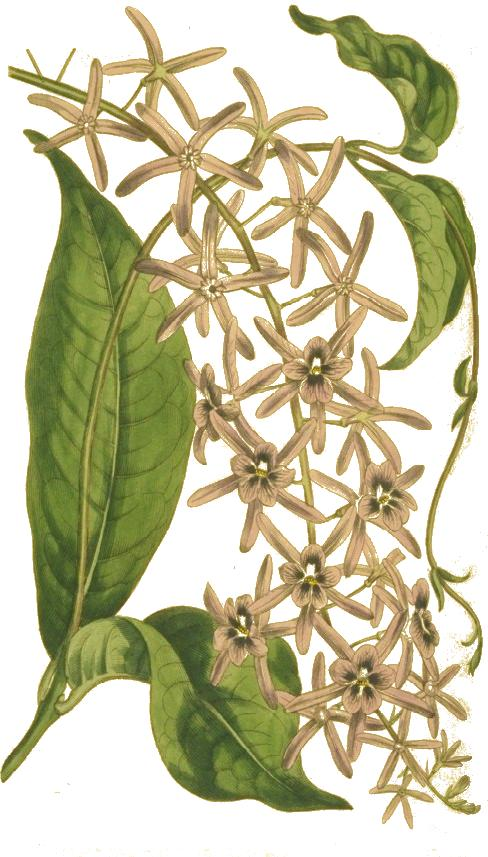
Petrea ovíjivá na ilustraci z roku 1803

Petrea (Petrea) je rod rostlin z čeledi sporýšovité. Jsou to dřeviny a liány s jednoduchými vstřícnými listy a pětičetnými květy v hroznových květenstvích. Kalich je zbarven podobně jako koruna. Plodem je peckovice podepřená vytrvalým kalichem. Rod zahrnuje 12 druhů a vyskytuje se výhradně v tropické a subtropické Americe. Centrum druhové diverzity je v Amazonii. Nejznámějším a také nejvíce rozšířeným druhem je petrea ovíjivá, která je pěstována v teplých krajích a ve sklenících botanických zahrad jako okrasná liána.

## Popis
Petrey jsou liány, šplhavé keře nebo stromy se vstřícnými nebo přeslenitými, jednoduchými listy. Listy bývají na omak charakteristicky smirkovitě drsné. Květy jsou pětičetné, stopkaté, pravidelné nebo lehce dvoustranně souměrné, uspořádané ve vrcholových nebo úžlabních, obvykle prodloužených a mnohokvětých hroznových květenstvích. Kalich je korunovitě zbarvený, modrý, fialový, purpurový nebo bílý, trubkovitý nebo zvonkovitý, zakončený 5 laloky delšími než trubka, s "korunkou" (vnitřním kalichem). Koruna ke modrá, purpurová nebo bílá, talířovitá, pravidelná, s pětilaločnatým kolovitým lemem.
Tyčinky jsou 4, přirostlé nad polovinou květní trubky. Někdy je přítomno 1 staminodium. Semeník je tvořený jediným plodolistem a obsahuje 2 komůrky, v nichž je po 1 vajíčku. Čnělka je nezřetelně dvojlaločná.
Plodem je peckovice obsahující 1 nebo 2 semena. Plod je obklopený vytrvalým kalichem.

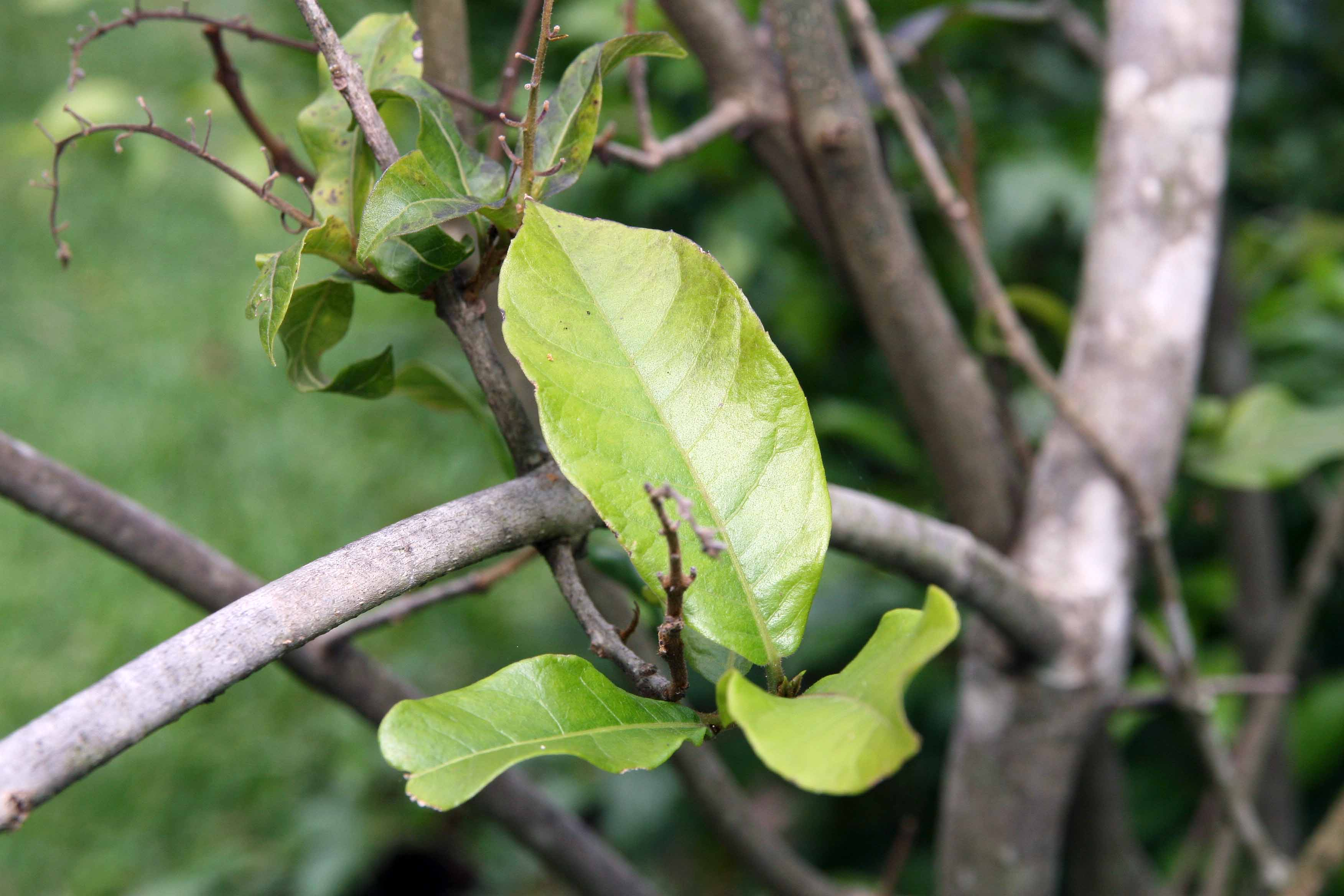
Listy petrey ovíjivé
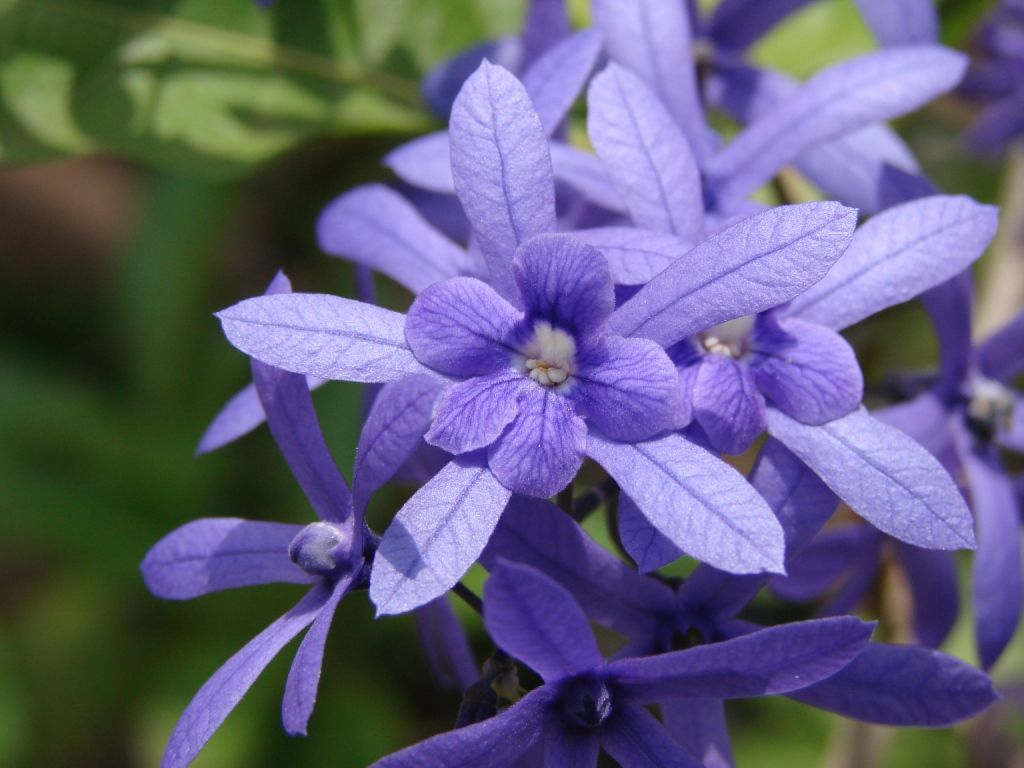
Detail květů petrey ovíjivé
Petrea ovíjivá s plody
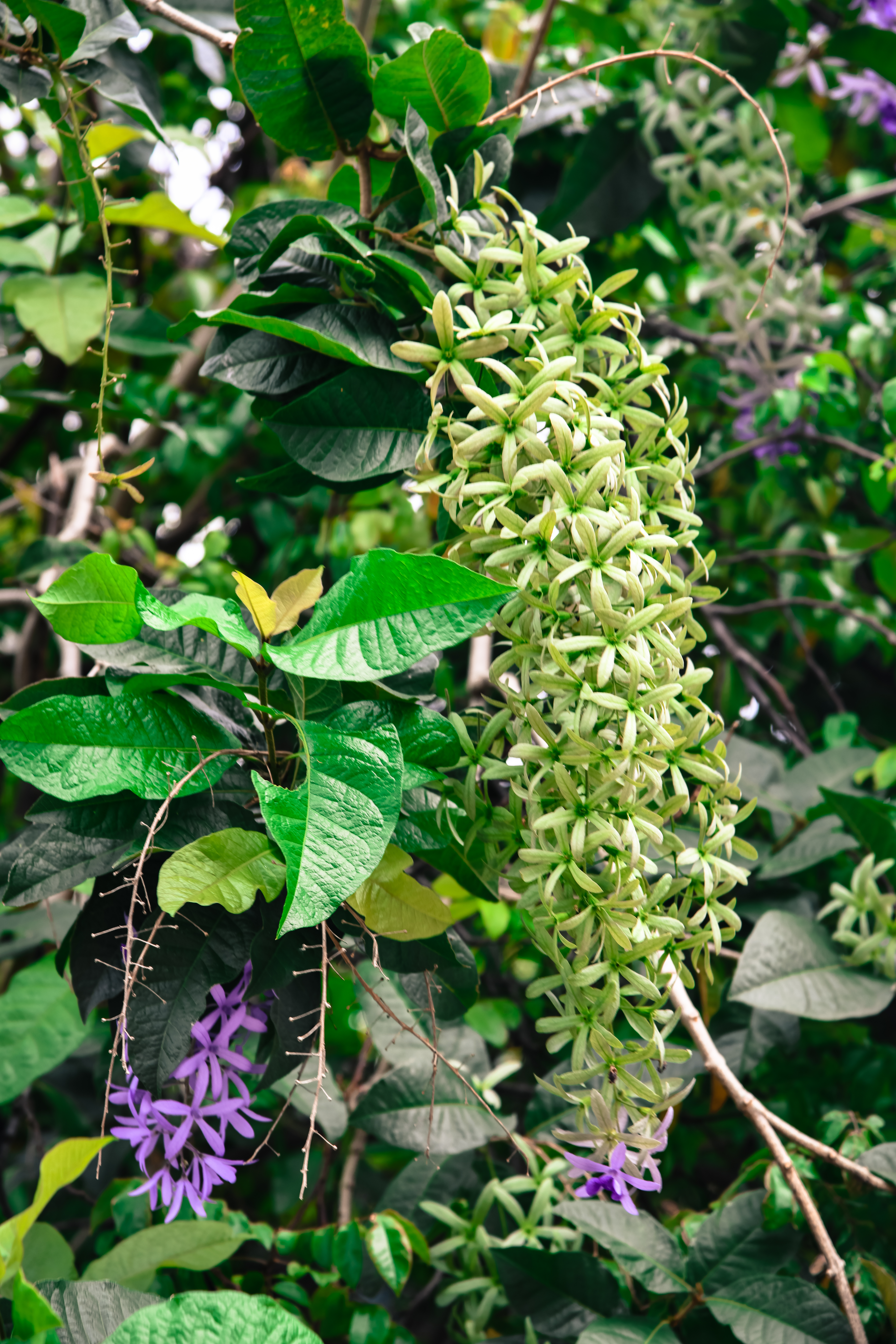
Květenství a plodenství petrey ovíjivé

## Rozšíření
Rod petrea zahrnuje 12 druhů a je rozšířen výhradně v Americe. Areál sahá od severního Mexika a Karibských ostrovů po jižní Brazílii, Bolívii a Paraguay. Největší areál, zahrnující víceméně celý areál rozšíření rodu, má petrea ovíjivá. Je to také jediný druh, který se vyskytuje v Mexiku. Zdomácněle roste i v jiných oblastech, např. na Floridě. Centrum druhové diverzity rodu je v severní části Amazonie. a jeho zástupci rostou zejména v nížinných tropických deštných lesích.

## Ekologické interakce

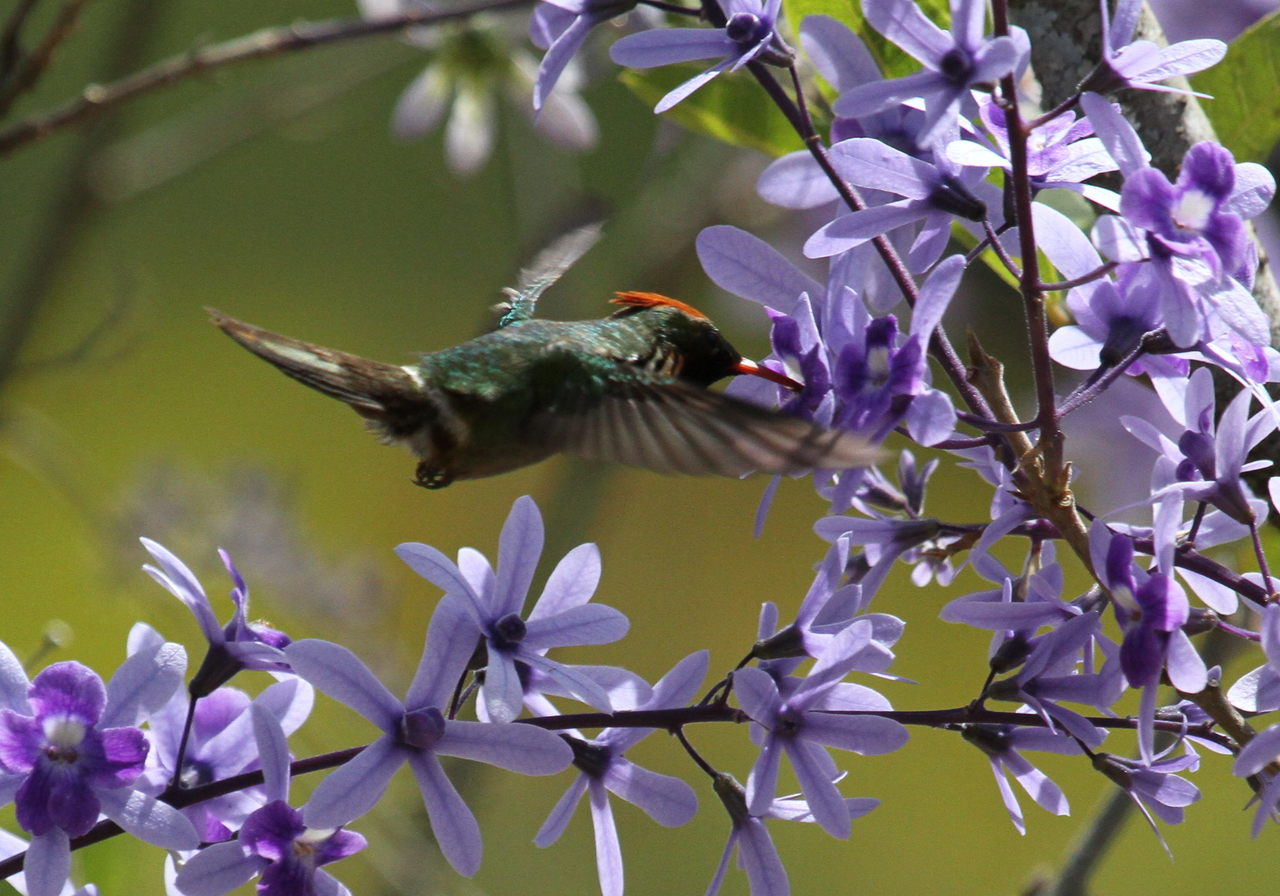
Kolibřík Gouldův na květech petrey ovíjivé

Petrea ovíjivá je v Africe živnou rostlinou martináče Gonimbrasia zambesina.
Hlavními opylovači květů petrey jsou včely z tribu Euglossini. Navštěvují je také čmeláci, včela medonosná a motýli. Na květech se často živí také zástupci třásnokřídlých, k opylování však významnější měrou nepřispívají. Rostliny obvykle rozkvétají hromadně velkým množstvím květů a potom ještě nějaký čas dokvétají.

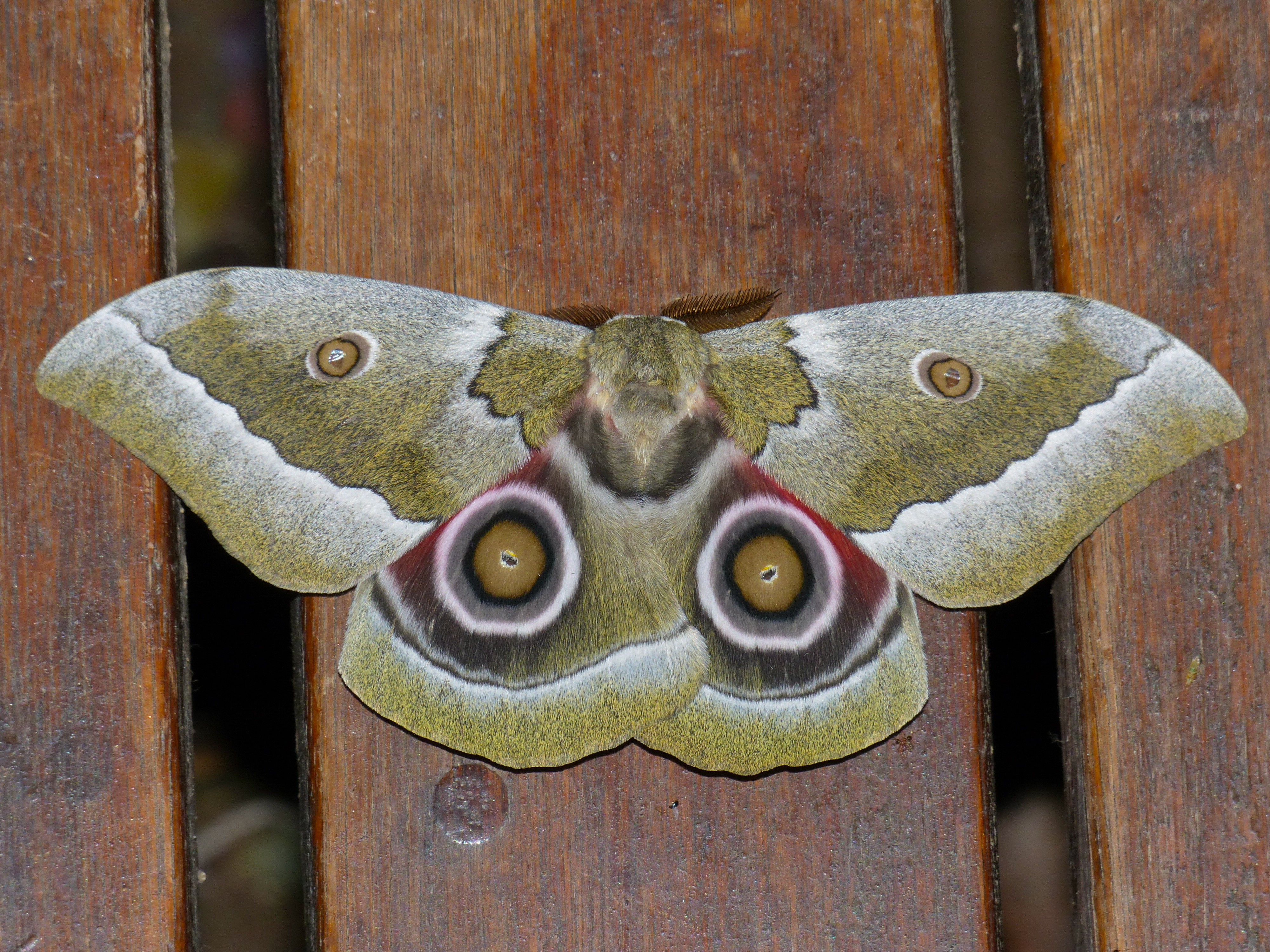
Martináč Gonimbrasia zambesina

## Prehistorie
V některých zdrojích je uváděno, že fosilní pozůstatky rodu petrea byly nalezeny i v České republice. Taxonomické zařazení těchto fosílií, pocházejících z období raného miocénu, bylo však později přehodnoceno a byly popsány jako †Porana macrantha z čeledi svlačcovité.

## Taxonomie
Rod Petrea je řazen spolu s příbuzným rodem Xolocotzia do tribu Petreeae. Tento tribus tvoří bazální vývojovou větev celé čeledi. Rod je natolik odlišný od většiny zástupců čeledi Verbenaceae, že byl v minulosti řazen i do samostatné čeledi.

## Zástupci
- petrea ovíjivá (Petrea volubilis)

## Význam

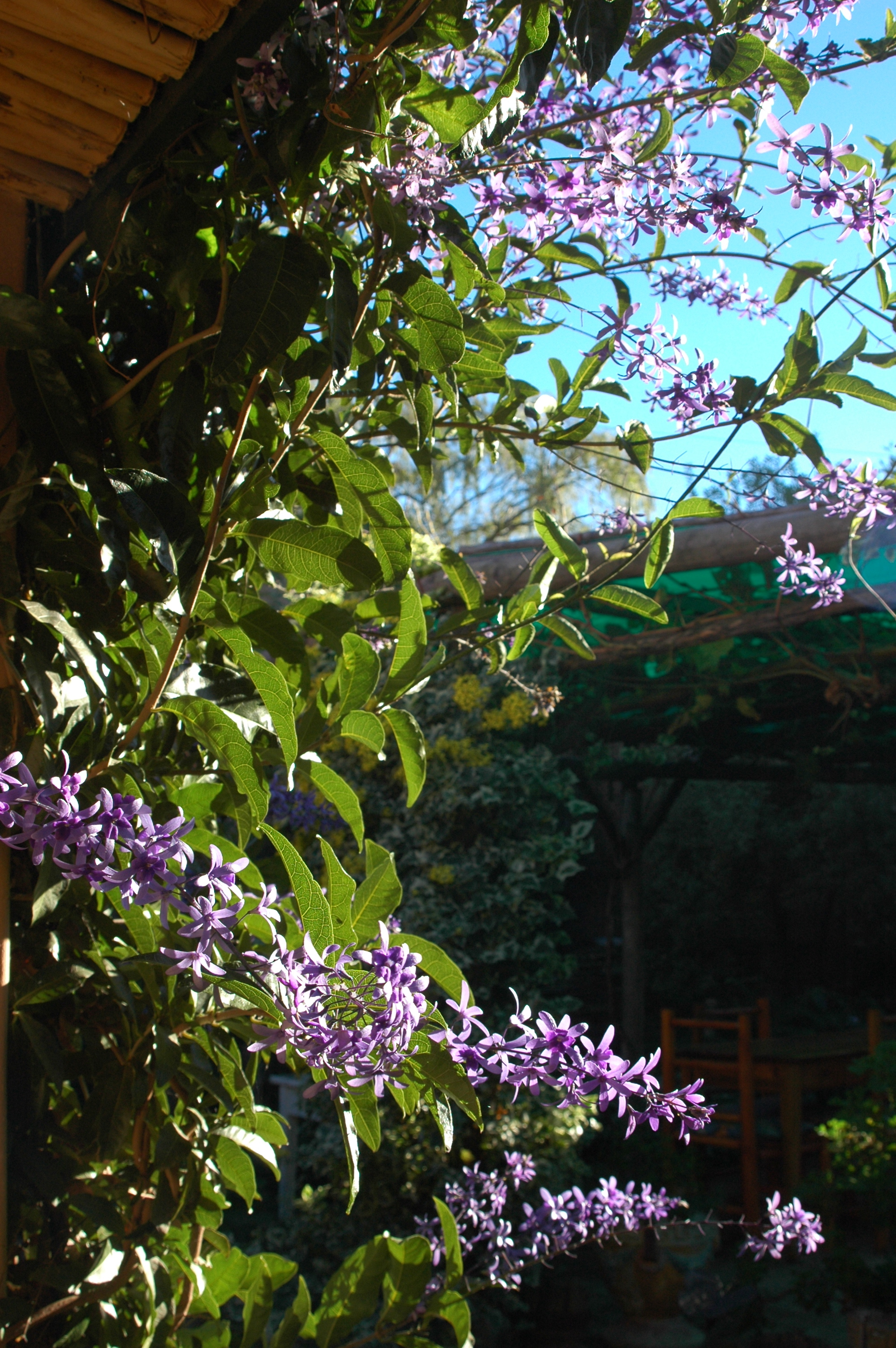
Petrea ovíjivá jako okrasná liána

Petrea ovíjivá je v tropech pěstována jako okrasná liána. Je v kultuře již od roku 1733, kdy byla sebrána v mexickém státu Veracruz. Lokálně se pěstují i některé jiné druhy, jako je Petrea maynensis, P. pubescens a P. rugosa. Druhy Petrea pubescens a Petrea rugosa jsou občas v Latinské Americe vysazovány jako medonosné rostliny. Dřevo petreí je tvrdé, nemá však větší hospodářský význam. V suchém stavu rychle hoří a vytváří jen málo kouře.

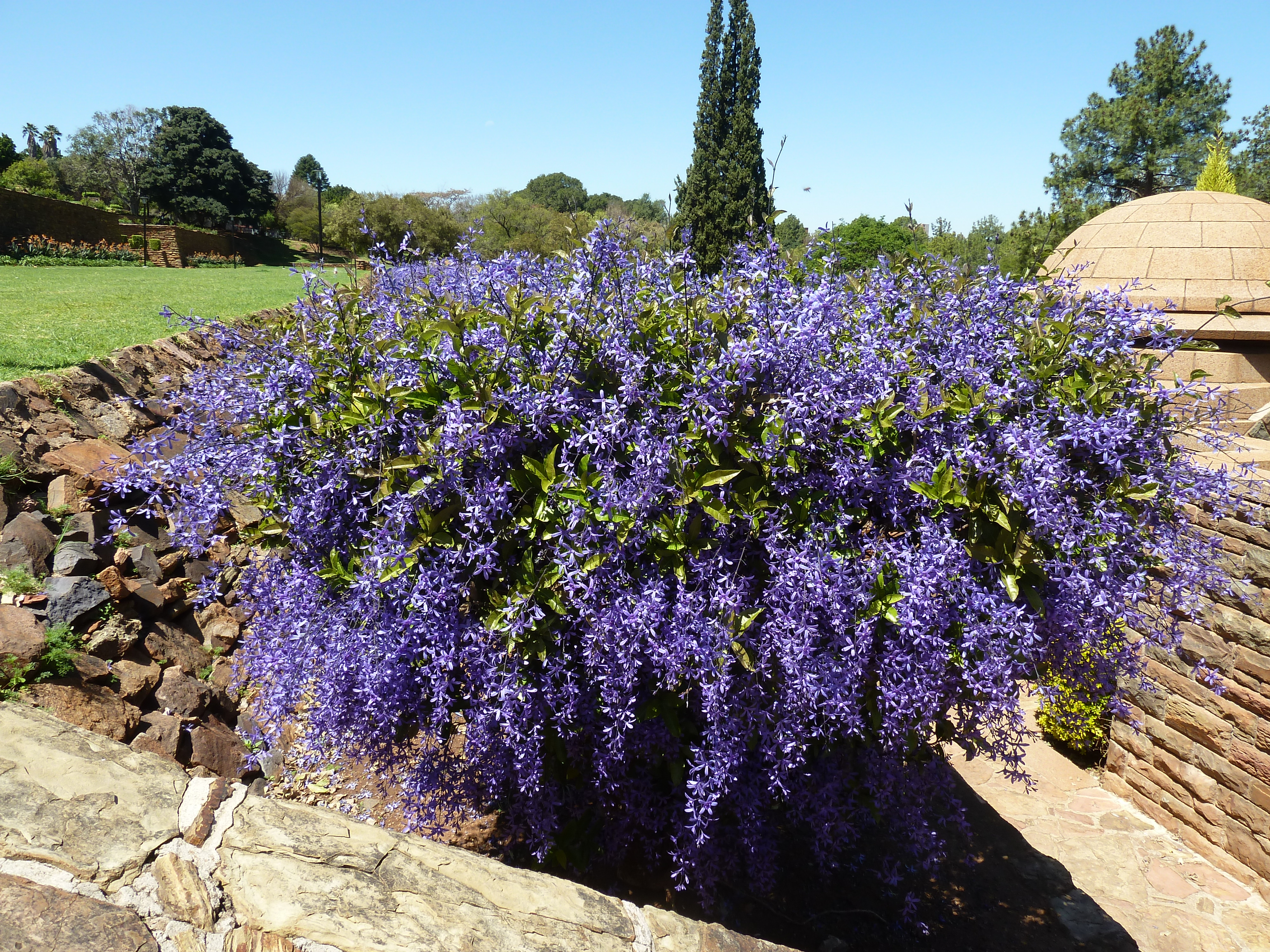
Petrea ovíjivá v zahradě v jihoafrické Pretorii, pěstovaná jako keř
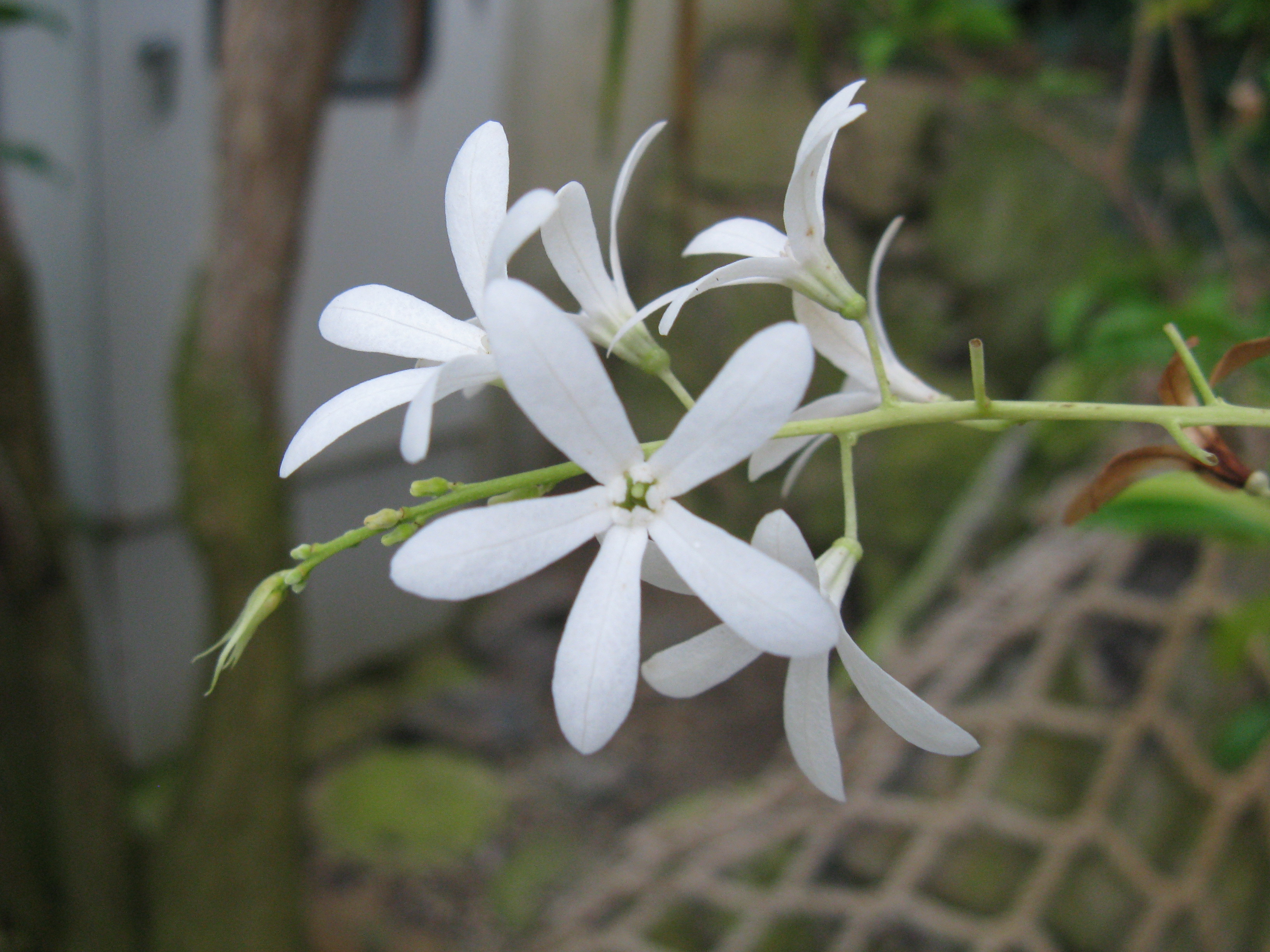
Bělokvětý kultivar petrey ovíjivé